# Abteilung III b
Die Sektion III b / Abteilung III b (kurz A III b) war der militärische Nachrichtendienst der preußischen/deutschen Armee bis kurz nach dem Ende des Ersten Weltkrieges.

## Entstehung und Aufgaben
Vorgänger der Abteilung III b war das 1866 errichtete Nachrichtenbüro. 1890 wurde es aufgelöst und die Sektion III b im Großen Generalstab geschaffen. Die neue Sektion erhielt drei feste militärische Mitarbeiter und wurde dem Oberquartiermeister III des Großen Generalstabs unterstellt.
Die Sektion hatte die Aufgabe, militärisch relevante Nachrichten aus Frankreich und Russland zu sammeln und hierfür je einen Mitarbeiter pro Land erhalten. Dabei lag der Fokus der Arbeit u. a. auf der Erschließung von Mobilmachungsplänen und Angaben zu Festungsanlagen. Am 15. Februar 1889 wurde Artur Waenker von Dankenschweil Chef der Sektion III b. Als Bearbeiter für den Bereich Russland war Karl Brose, ab 1900 Leiter der Sektion, eingesetzt.
Ab der Übernahme nahm von Dankenschweil den Kontakt zum k.u.k. Evidenzbüro unter Oberst Edmund Ritter Mayer von Wallerstein und Marnegg auf, das als gut informiert galt. Ab 1910 arbeiteten die beiden Dienste eng zusammen. Es bestand auch eine Vereinbarung zum Nachrichtenaustausch mit dem britischen Geheimdienst, wobei die Briten mehr partizipierten als die Deutschen.
Zunächst umfasste das Aufgabengebiet der Sektion III b die nachrichtendienstliche Informationsbeschaffung und die Spionageabwehr. Eine Auslandsaufklärung war nur begrenzt vorhanden. Die Zielsetzung des Nachrichtendienstes richtete sich anfangs gegen Frankreich, ab 1893 zunehmend gegen Russland und ab Sommer 1914 auch, in Abstimmung mit der Nachrichten-Abteilung N im Admiralstab, gegen England. So wurden beispielsweise zwischen 1891 und 1893 zur „Russlandaufklärung“ Nachrichtensammelstellen an den Grenzen des Reichs eingerichtet, so in Gumbinnen, Jarotschin, Kempen, Lublinitz, Lyck, Soldau und Thorn. Ab 1906 erfolgte der Einsatz nachrichtendienstlich geschulter Offiziere (N.O.) in den einzelnen Armeekorps in Richtung Frankreich (West) und Russland (Ost). Bis Kriegsbeginn war die Sektion III b im Vergleich zu den anderen Diensten unterfinanziert und daher weniger leistungsfähig,
Die Friedenspräsenzstärke III b betrug 1914 fünf Generalstabsoffiziere. Sie war gegliedert in vier Sektionen. Es bestand zu dieser Zeit eine enge Zusammenarbeit mit dem italienischen Nachrichtendienst.
Mit Beginn des Ersten Weltkrieges im August 1914 wurde die Arbeit der Sektion geteilt. Der Chef der III b rückte mit der Obersten Heeresleitung ins Feld an die Westfront. An seiner Seite agierte der mobile Nachrichtendienst, die „mob III b“. Die in Berlin verbliebene Gliederung wurde dem stellv. III b im Stellvertretenden Generalstab zugeteilt. Nur der N.O. beim I. Armeekorps blieb auf seinem Posten in Königsberg.
Im Juni 1915 wurde die Sektion III b zu einer Abteilung aufgewertet.

## Chefs der Sektion III b / Abteilung III b
- 1890–1892: Major Arthur Wänker von Dankenschweil (1849–1894)
- 1892–1894: Major Ernst Adolf Mueller
- 1894–1900: Hauptmann/Major Cai Theodor Dame
- 1900–1910: Major/Oberstleutnant Karl Brose
- 1910–1913: Major Wilhelm Heye
- 1913–1918: Major/Oberstleutnant Walter Nicolai
- 1919: Major Paul Stotten

## Gliederung der Abteilung III b

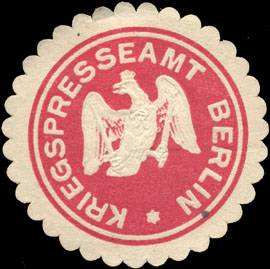
Siegelmarke Kriegspresseamt Berlin

Während des Ersten Weltkrieges erfolgten 1915 eine Vergrößerung der Abteilung III b und die Aufgliederung der Bereiche Presse, Propaganda, Nachrichtendienst und Abwehr. Es entstanden drei Hauptabteilungen, die unter dem Dach des „Chef III b“ zusammengefasst waren und Mitte 1915 folgende Gliederung hatten:
1. Mobile Abteilung III b (OHL)
  - Nachrichtendienst
  - Spionageabwehr im Operations- und Okkupationsgebiet
  - Presse
  - Neutrale Militärattachés
    - III b West
    - III b Ost
    - NO Oberost
    - NO Berlin
2. Stellvertretende Abteilung III b (Berlin)
  - Politik
  - Nachrichtendienst
  - Spionageabwehr in Deutschland
  - Presse
3. Kriegspresseamt
  - Auskunftsstelle
  - Oberzensurstelle
  - Auslandsstelle
  - Inlandstelle

## Kriegsjahre und Auflösung der Abteilung III b
Ein Grund zur Intensivierung des deutschen Nachrichtendienstes ergab sich aus der Tätigkeit des War Propaganda Bureau (WPB), das bereits im August 1914 gegründet wurde. Das WPB legte sehr schnell in seiner Kriegspropaganda den Schwerpunkt auf die Dämonisierung des Gegners, um die Kampfmoral der eigenen Soldaten zu stärken, die glauben sollten, sie würden die Zivilisation gegen die Barbaren verteidigen. Die deutsche Gegenpropaganda erzielte bei Weitem keine vergleichbaren Erfolge. Bekannte Mitarbeiter der A III b waren Georg Foertsch, der Chefredakteur der Kreuzzeitung, und Elsbeth Schragmüller, die Leiterin der Kriegsnachrichtstelle Antwerpen.
Auch in der Aufklärung waren die Ergebnisse des deutschen Geheimdienstes gering. Das Agentennetz in den Feindländern brach kurz nach Kriegsbeginn zusammen, weil die Mehrzahl der Agenten enttarnt und verhaftet wurde. So war es fast unmöglich, aussagefähige Daten über gegnerische Operationsabsichten und Aufmarschpläne zu beschaffen. Die Abteilung III b arbeitete der Nachrichtenabteilung des Großen Generalstabs (ab 1917 Abteilung Fremde Heere) nur zu, die dort eine Gesamtlage erstellte. Häufig erwiesen sich die Meldungen der noch aktiven Geheimdienstmitarbeiter als nicht zutreffend. Als großes Problem stellte sich die nicht vorhandene Trennung von Nachrichtenbeschaffung und Auswertung heraus, zumal die Mitarbeiter des Generalstabs nur schriftlich mit den Agenten kommunizierten. Damit lagen kaum objektive Kenntnisse über die Seriosität der Quellen vor, was zu Fehlinterpretationen führte. Zusätzlich stand die A III b in Konkurrenz zum Marinenachrichtendienst und den geheimdienstlichen Operationen des Auswärtigen Amtes. 1917 erhielt die Abteilung III b eine Ermächtigung zur Inlandsaufklärung, insbesondere mit Blick auf den organisierten Sozialismus. Ein eigenständiges Ressort sollte ähnliche Aufgaben wie das britische WPB ausführen, es wurde aber innerhalb nur eines Jahres bis Kriegsende kaum effizient aktiv.
Die Abteilung III b beendete Ende 1918 mit der Auflösung des Stellvertretenden Generalstabs des Feldheeres in Berlin ebenfalls ihre Arbeit. Ein Teil der Mitarbeiter wurden auf andere Dienststellen verteilt. Der Abteilung-Chef III b Walter Nicolai wurde am 12. November 1918, vor allem um den immer massiver werdenden Kritiken in der Öffentlichkeit und im Reichstag zu entgehen, in den „Urlaub“ entlassen. Als Übergangslösung wurde der frühere Leiter der III b West, Major Paul Stotten († 1956), dessen Image in der Öffentlichkeit weniger belastet war, 1919 als Chef der III b in Berlin eingesetzt. Anfang Februar 1919 wurde die Nachrichtenabteilung zur Nachrichtensektion umgebildet und Stotten durch Major Friedrich Gempp (ehemaliger Leiter der III b Ost) ersetzt. Ende Februar 1919 wurde die in Nachrichtengruppe umbenannte ehemalige A III b dem Oberquartiermeister F, Generalmajor Detlof von Winterfeldt, im Großen Generalstab unterstellt und an die Abteilung Fremde Heere angegliedert.
Mit der Auflösung des Großen Generalstabs und der Bildung des Reichswehrministeriums im Sommer 1919 unter Gustav Noske wurden dann unter Tarnung, da dies dem Versailler Vertrag widersprach, mit dem Neuaufbau eines militärischen Nachrichtendienstes begonnen. Unter Major Gempp verblieben unter Fortführung der nachrichtendienstlichen Aufgaben einige ehemalige Mitarbeiter von A III b in der 3. Abteilung im Truppenamt. Aus Teilen und unter Hinzuziehung geeigneter Offiziere wurde ab Mitte 1919 die Struktur und fachliche Zuständigkeit der Abwehrgruppe innerhalb des Reichswehrministeriums bis 1928 zu einer eigenständigen Abwehrabteilung weiterentwickelt.